# Liebes Kind
Liebes Kind (br: Depois da Cabana) é uma minissérie de drama policial alemã, dirigida por Isabel Kleefeld e Julian Pörksen, que também escreveram o roteiro. Baseada no romance homônimo de Romy Hausmann, a primeira temporada tem seis episódios e estreou em 7 de setembro de 2023 na Netflix.
Liebes Kind venceu o prêmio de Melhor Telefilme ou Minissérie no Emmy Internacional 2024.

## Enredo
A série acompanha Lena, que esteve presa com seus dois filhos por um longo período. Ao conseguir escapar, a polícia dá início a uma investigação sobre um caso de desaparecimento que ocorreu 13 anos atrás.

## Elenco
- Kim Riedle como "Lena" (Jasmin Grass)
- Naila Schuberth como Hannah
- Sammy Schrein como Jonathan
- Haley Louise Jones como Aida Kurt
- Hans Löw como Gerd Bühling
- Justus von Dohnanyi como Matthias Beck
- Birge Schade como Enfermeira Ruth
- Seraphina Maria Schweiger como Ines Reisig
- Julika Jenkins como Karin Beck
- Özgür Karadeniz como Dr. Hamstedt
- Juri Senft como Sven
- Christian Beermann como Lars Rogner

## Lançamento
Os seis episódios de Liebes Kind foram disponibilizados na Netflix em 7 de setembro de 2023. Nas duas primeiras semanas após o lançamento, a série se destacou como a mais assistida em língua não inglesa na plataforma, figurando no top 10 em mais de 90 países.

## Recepção
A série recebeu críticas muito positivas. Oliver Gaebel, do Der Spiegel, descreve-a como uma "série sombria e emocionante" que aborda perguntas desconfortáveis, considerando-a um "thriller policial em uma classe própria". Julian Weinberger, da Prisma, destaca o intenso primeiro episódio e a atuação de Justus von Dohnányi, mas observa que a série se torna cada vez mais convencional, o que pode ofuscar a boa impressão geral.